# Grijze dwergbuidelrat
De grijze dwergbuidelrat (Marmosa (Micoureus) paraguayana) is een zoogdier uit de familie van de Didelphidae. De wetenschappelijke naam van de soort werd voor het eerst geldig gepubliceerd door George Henry Hamilton Tate in 1931.

## Voorkomen
De soort komt voor in Argentinië, Brazilië en Paraguay.